# Iota Capricorni
Iota Capricorni (ι Cap / 32 Capricorni / HD 203387) es una estrella situada a poco más de un grado al sur de la eclíptica en la constelación de Capricornio.
Sin nombre propio habitual, en China era conocida como Tae, un antiguo estado feudal de este país. 
De magnitud aparente +4,30, se encuentra a 216 años luz del sistema solar.
Iota Capricorni es una gigante amarilla de tipo espectral G8III con una temperatura efectiva entre 5107 K y 5244 K.
Prácticamente idéntica a la componente más brillante de Capella (α Aurigae) —pero cinco veces más alejada que ella—, su luminosidad es 87 veces superior a la del Sol.
Tiene un diámetro 13 veces más grande que el diámetro solar, girando sobre sí misma con una velocidad de rotación proyectada de 5,67 km/s.
Diversos estudios señalan una metalicidad muy similar a la del Sol.
Con una masa 2,8 veces mayor que la masa solar, su edad estimada se cifra entre 425 y 540 millones de años.
Iota Capricorni es ligeramente variable, fluctuando su brillo 0,06 magnitudes. Está catalogada como variable BY Draconis, una clase de variables cuyas fluctuaciones se deben a diferencias en el brillo de la superficie de la estrella evidenciadas por la rotación estelar.